# Saint-Rémy (Calvados)
Saint-Rémy település Franciaországban, Calvados megyében. Lakosainak száma 982 fő (2022. január 1.). Saint-Rémy Clécy, Culey-le-Patry, Saint-Lambert, Saint-Omer, Le Vey, Combray és Thury-Harcourt-le-Hom községekkel határos.

## Népesség
A település népessége az elmúlt években az alábbi módon változott:
| Lakosok száma | 981  | 969  | 993  | 1068 | 1042 | 1017 | 1001 | 988  | 985  | 982  |
|               | 1968 | 1982 | 1990 | 2006 | 2013 | 2015 | 2017 | 2019 | 2020 | 2022 |